# Pyrrhogyra typhoeus
Pyrrhogyra typhoeus är en fjärilsart som beskrevs av Felder 1867. Pyrrhogyra typhoeus ingår i släktet Pyrrhogyra och familjen praktfjärilar. Inga underarter finns listade.